# Baixo Alentejo (sub-região)

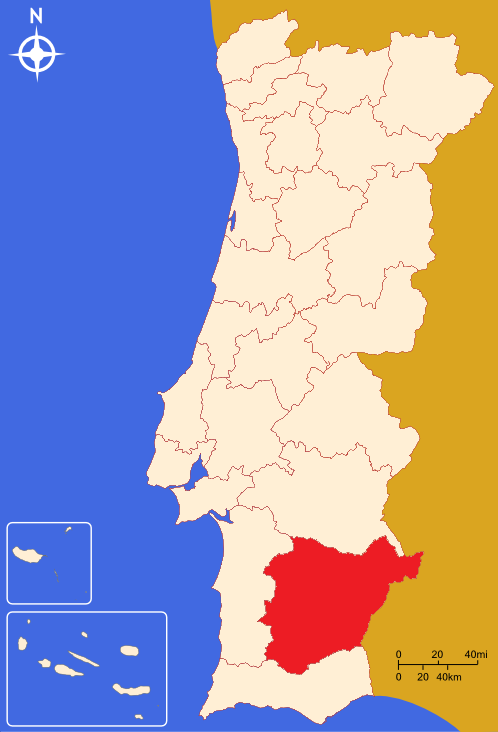
Localização da sub-região do Baixo Alentejo

O Baixo Alentejo é uma sub-região estatística portuguesa NUTS III, parte da Região Alentejo e do Distrito de Beja. Limita a norte com o Alentejo Central, a leste com a Espanha, a sul com o Algarve e a oeste com o Alentejo Litoral. Tem uma área de 8.505 km² e uma população estimada em 126 692 habitantes (2011).
Com a reforma de 1 de janeiro de 2015 esta NUT não sofreu alterações na sua geografia.

## Municípios
Compreende 13 concelhos:
- Aljustrel
- Almodôvar
- Alvito
- Barrancos
- Beja (Sede da CIM)
- Castro Verde
- Cuba
- Ferreira do Alentejo
- Mértola
- Moura
- Ourique
- Serpa
- Vidigueira

Beja, Serpa e Moura possuem a categoria de cidades.

## Imagens

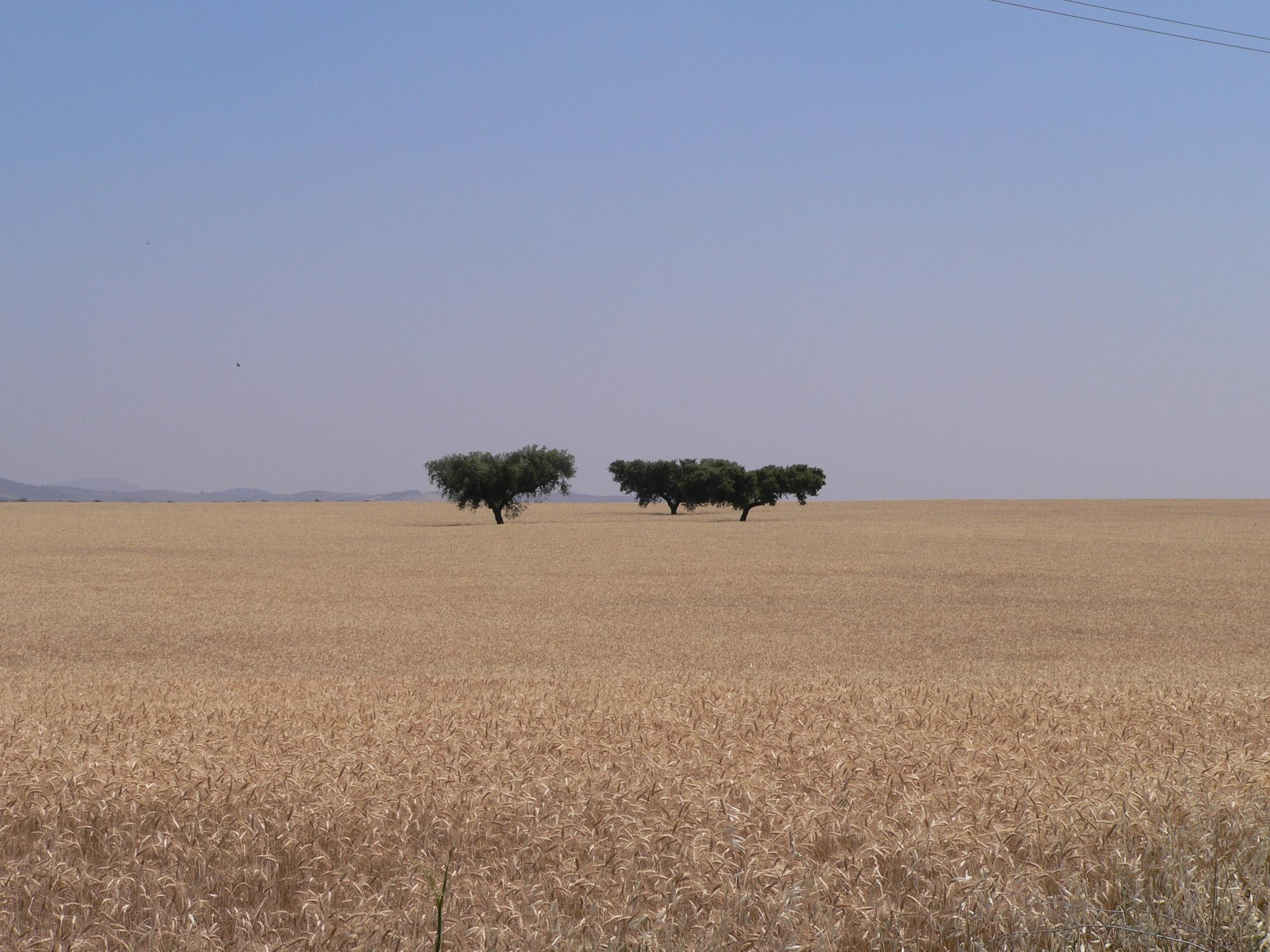
Campos de trigo no Baixo Alentejo